# Coppa panamericana femminile di pallavolo 2025
La Coppa panamericana femminile di pallavolo 2025, 22ª edizione dell'omonima competizione, si è svolta dal 3 al 10 agosto 2025 a Colima, in Messico: al torneo hanno partecipato dieci squadre nazionali tra nordamericane e sudamericane e la vittoria finale è andata per la sesta volta alla Rep. Dominicana.

## Impianti
|                                                                         |  |  |
|                                                                         |  |  |
| Auditorio Gutiérrez Romero Città: Colima Capienza: ? Anno d'apertura: ? |  |  |

## Regolamento

### Formula
La formula ha previsto una fase a gironi, disputata con girone all'italiana. Al termine della fase a gironi: 
- Le prime tre classificate di ciascun girone hanno avuto accesso alla fase finale per il primo posto, strutturata in quarti di finale (dai quali sono esonerate le prime classificate), semifinali, finale per il terzo posto e finale per il primo posto; le formazioni sconfitte ai quarti di finale hanno poi avuto accesso alla finale per il quinto posto.
- Le quarte e quinte classificate di ciascun girone hanno avuto accesso alla fase finale per il settimo posto, strutturata in semifinali, finale per il nono posto e finale per il settimo posto.

### Criteri di classifica
Se il risultato finale è stato di 3-0 sono stati assegnati 5 punti alla squadra vincente e 0 a quella sconfitta, se il risultato finale è stato di 3-1 sono stati assegnati 4 punti alla squadra vincente e 1 a quella sconfitta, se il risultato finale è stato di 3-2 sono stati assegnati 3 punti alla squadra vincente e 2 a quella sconfitta.
L'ordine del posizionamento in classifica è stato definito in base a:
- Numero di partite vinte;
- Punti;
- Ratio dei punti realizzati/subiti;
- Ratio dei set vinti/persi;
- Risultati degli scontri diretti;
- Classifica avulsa.

## Squadre partecipanti
| Squadra           | Qualificazione      | Ultima partecipazione    |
| ----------------- | ------------------- | ------------------------ |
| Canada            | -                   | Messico 2024             |
| Colombia          | -                   | Messico 2024             |
| Costa Rica        | -                   | Messico 2024             |
| Cuba              | -                   | Messico 2024             |
| Messico           | Paese organizzatore | Messico 2024             |
| Perù              | -                   | Messico 2024             |
| Porto Rico        | -                   | Messico 2024             |
| Rep. Dominicana   | -                   | Messico 2024             |
| Trinidad e Tobago | -                   | Perù 2019                |
| Venezuela         | -                   | Repubblica Dominica 2016 |

## Torneo

### Fase a gironi
| Girone A   | Girone B          |
| ---------- | ----------------- |
| Costa Rica | Canada            |
| Cuba       | Colombia          |
| Messico    | Rep. Dominicana   |
| Perù       | Trinidad e Tobago |
| Porto Rico | Venezuela         |

#### Girone A

##### Risultati
| 3 agosto 2025 Auditorio Gutiérrez Romero, Colima Durata: 2h:38 - Spettatori: 2 000 | Perù       | 3 - 2 | Cuba       | 16-25, 25-23, 22-25, 25-21, 15-11 |
| 3 agosto 2025 Auditorio Gutiérrez Romero, Colima Durata: 1h:16 - Spettatori: 2 000 | Messico    | 3 - 0 | Costa Rica | 25-13, 25-10, 25-17               |
| 4 agosto 2025 Auditorio Gutiérrez Romero, Colima Durata: 1h:19 - Spettatori: 200   | Costa Rica | 0 - 3 | Porto Rico | 17-25, 16-25, 8-25                |
| 4 agosto 2025 Auditorio Gutiérrez Romero, Colima Durata: 2h:13 - Spettatori: 1 000 | Messico    | 1 - 3 | Perù       | 25-21, 21-25, 23-25, 21-25        |
| 5 agosto 2025 Auditorio Gutiérrez Romero, Colima Durata: 1h:20 - Spettatori: 250   | Perù       | 3 - 0 | Costa Rica | 25-14, 25-16, 25-13               |
| 5 agosto 2025 Auditorio Gutiérrez Romero, Colima Durata: 2h:35 - Spettatori: 1 000 | Cuba       | 2 - 3 | Porto Rico | 27-25, 21-25, 25-21, 21-25, 12-15 |
| 6 agosto 2025 Auditorio Gutiérrez Romero, Colima Durata: 1h:30 - Spettatori: 500   | Perù       | 0 - 3 | Porto Rico | 14-25, 23-25, 14-25               |
| 6 agosto 2025 Auditorio Gutiérrez Romero, Colima Durata: 2h:20 - Spettatori: 1 000 | Messico    | 3 - 1 | Cuba       | 22-25, 25-18, 25-18, 28-26        |
| 7 agosto 2025 Auditorio Gutiérrez Romero, Colima Durata: 1h:16 - Spettatori: 300   | Cuba       | 3 - 0 | Costa Rica | 25-10, 25-13, 25-16               |
| 7 agosto 2025 Auditorio Gutiérrez Romero, Colima Durata: 2h:25 - Spettatori: 1 800 | Messico    | 3 - 1 | Porto Rico | 25-22, 25-20, 22-25, 30-28        |

##### Classifica
| Pos. | Squadra    | Pt | G | V | P | SV | SP | Ratio | PF  | PS  | Ratio |
| ---- | ---------- | -- | - | - | - | -- | -- | ----- | --- | --- | ----- |
| 1.   | Porto Rico | 14 | 4 | 3 | 1 | 10 | 5  | 2,000 | 356 | 300 | 1,186 |
| 2.   | Messico    | 14 | 4 | 3 | 1 | 10 | 5  | 2,000 | 367 | 318 | 1,154 |
| 3.   | Perù       | 12 | 4 | 3 | 1 | 9  | 6  | 1,500 | 325 | 313 | 1,038 |
| 4.   | Cuba       | 10 | 4 | 1 | 3 | 8  | 9  | 0,888 | 373 | 353 | 1,056 |
| 5.   | Costa Rica | 0  | 4 | 0 | 4 | 0  | 12 | 0,000 | 163 | 300 | 0,543 |

      Qualificata alle semifinali per il primo posto.
      Qualificata ai quarti di finale per il primo posto.
      Qualificata alle semifinali per il settimo posto.

#### Girone B

##### Risultati
| 3 agosto 2025 Auditorio Gutiérrez Romero, Colima Durata: 1h:00 - Spettatori: 500   | Rep. Dominicana   | 3 - 0 | Trinidad e Tobago | 25-9, 25-15, 25-11                |
| 3 agosto 2025 Auditorio Gutiérrez Romero, Colima Durata: 1h:21 - Spettatori: 250   | Colombia          | 3 - 0 | Canada            | 25-16, 25-15, 25-22               |
| 4 agosto 2025 Auditorio Gutiérrez Romero, Colima Durata: 1h:08 - Spettatori: 200   | Colombia          | 3 - 0 | Trinidad e Tobago | 25-13, 25-18, 25-11               |
| 4 agosto 2025 Auditorio Gutiérrez Romero, Colima Durata: 1h:18 - Spettatori: 1 500 | Rep. Dominicana   | 3 - 0 | Venezuela         | 25-18, 25-10, 25-21               |
| 5 agosto 2025 Auditorio Gutiérrez Romero, Colima Durata: 2h:22 - Spettatori: 100   | Canada            | 2 - 3 | Venezuela         | 25-12, 21-25, 23-25, 26-24, 9-15  |
| 5 agosto 2025 Auditorio Gutiérrez Romero, Colima Durata: 2h:04 - Spettatori: 500   | Rep. Dominicana   | 3 - 1 | Colombia          | 23-25, 25-20, 25-23, 25-16        |
| 6 agosto 2025 Auditorio Gutiérrez Romero, Colima Durata: 1h:10 - Spettatori: 200   | Trinidad e Tobago | 0 - 3 | Canada            | 13-25, 17-25, 13-25               |
| 6 agosto 2025 Auditorio Gutiérrez Romero, Colima Durata: 1h:24 - Spettatori: 500   | Colombia          | 3 - 0 | Venezuela         | 25-15, 25-23, 25-16               |
| 7 agosto 2025 Auditorio Gutiérrez Romero, Colima Durata: 1h:08 - Spettatori: 300   | Venezuela         | 3 - 0 | Trinidad e Tobago | 25-17, 25-16, 25-12               |
| 7 agosto 2025 Auditorio Gutiérrez Romero, Colima Durata: 2h:16 - Spettatori: 1 500 | Rep. Dominicana   | 3 - 2 | Canada            | 25-19, 15-25, 25-14, 26-28, 15-10 |

##### Classifica
| Pos. | Squadra           | Pt | G | V | P | SV | SP | Ratio | PF  | PS  | Ratio |
| ---- | ----------------- | -- | - | - | - | -- | -- | ----- | --- | --- | ----- |
| 1.   | Rep. Dominicana   | 17 | 4 | 4 | 0 | 12 | 3  | 4,000 | 354 | 264 | 1,340 |
| 2.   | Colombia          | 16 | 4 | 3 | 1 | 10 | 3  | 3,333 | 309 | 247 | 1,251 |
| 3.   | Venezuela         | 8  | 4 | 2 | 2 | 6  | 8  | 0,750 | 279 | 299 | 0,933 |
| 4.   | Canada            | 9  | 4 | 1 | 3 | 7  | 9  | 0,777 | 328 | 325 | 1,009 |
| 5.   | Trinidad e Tobago | 0  | 4 | 0 | 4 | 0  | 12 | 0,000 | 165 | 300 | 0,550 |

      Qualificata alle semifinali per il primo posto.
      Qualificata ai quarti di finale per il primo posto.
      Qualificata alle semifinali per il settimo posto.

### Fase finale

#### Finali 1º e 3º posto
|  | Quarti di finale | Quarti di finale | Quarti di finale |  |  | Semifinali | Semifinali      | Semifinali |                 |   | Finale          | Finale          | Finale          |  |
|  |                  |                  |                  |  |  |            |                 |            |                 |   |                 |                 |                 |  |
|  |                  |                  |                  |  |  | 1A         | Porto Rico      | 0          |                 |   |                 |                 |                 |  |
|  | 2B               | Colombia         | 3                |  |  | 2B         | Colombia        | 3          |                 |   |                 |                 |                 |  |
|  | 3A               | Perù             | 0                |  |  |            |                 |            |                 |   | 2B              | Colombia        | 0               |  |
|  |                  |                  |                  |  |  |            |                 | 1B         | Rep. Dominicana | 3 |                 |                 |                 |  |
|  |                  |                  |                  |  |  | 1B         | Rep. Dominicana | 3          |                 |   |                 |                 |                 |  |
|  | 2A               | Messico          | 3                |  |  | 2A         | Messico         | 1          |                 |   |                 |                 |                 |  |
|  | 3B               | Venezuela        | 1                |  |  |            |                 |            |                 |   | Finale 3º posto | Finale 3º posto | Finale 3º posto |  |
|  |                  |                  |                  |  |  |            |                 |            |                 |   |                 |                 |                 |  |
|  |                  |                  |                  |  |  |            |                 |            |                 |   | 1A              | Porto Rico      | 3               |  |
|  |                  |                  |                  |  |  |            |                 |            |                 |   | 2A              | Messico         | 1               |  |

|  | Finale 5º posto |           |   |  |
|  |                 |           |   |  |
|  | 3A              | Perù      | 2 |  |
|  | 3A              | Perù      | 2 |  |
|  | 3B              | Venezuela | 3 |  |

##### Quarti di finale
| 8 agosto 2025 Auditorio Gutiérrez Romero, Colima Durata: 1h:38 - Spettatori: 800   | Colombia | 3 - 0 | Perù      | 25-21, 25-20, 25-20        |
| 8 agosto 2025 Auditorio Gutiérrez Romero, Colima Durata: 2h:05 - Spettatori: 1 500 | Messico  | 3 - 1 | Venezuela | 28-26, 25-23, 20-25, 25-12 |

##### Semifinali
| 9 agosto 2025 Auditorio Gutiérrez Romero, Colima Durata: 1h:41 - Spettatori: 1 200 | Porto Rico      | 0 - 3 | Colombia | 23-25, 17-25, 17-25        |
| 9 agosto 2025 Auditorio Gutiérrez Romero, Colima Durata: 2h:05 - Spettatori: 1 500 | Rep. Dominicana | 3 - 1 | Messico  | 28-30, 25-17, 25-18, 25-21 |

##### Finale 5º posto
| 9 agosto 2025 Auditorio Gutiérrez Romero, Colima Durata: 2h:55 - Spettatori: 1 500 | Venezuela | 3 - 2 | Perù | 18-25, 25-23, 19-25, 25-20, 15-12 |

##### Finale 3º posto
| 10 agosto 2025 Auditorio Gutiérrez Romero, Colima Durata: 2h:04 - Spettatori: 1 500 | Messico | 1 - 3 | Porto Rico | 25-14, 20-25, 19-25, 20-25 |

##### Finale
| 10 agosto 2025 Auditorio Gutiérrez Romero, Colima Durata: 1h:41 - Spettatori: 1 200 | Rep. Dominicana | 3 - 0 | Colombia | 25-21, 29-27, 25-22 |

#### Finali 7º e 9º posto
|  | Semifinali | Semifinali        | Semifinali |        |    | Finale 7º posto | Finale 7º posto   | Finale 7º posto |  |
|  |            |                   |            |        |    |                 |                   |                 |  |
|  | 4A         | Cuba              | 3          |        |    |                 |                   |                 |  |
|  | 4A         | Cuba              | 3          |        |    |                 |                   |                 |  |
|  | 5B         | Trinidad e Tobago | 0          |        |    |                 |                   |                 |  |
|  | 5B         | Trinidad e Tobago | 0          |        | 4A | Cuba            | 1                 |                 |  |
|  |            |                   |            |        | 4A | Cuba            | 1                 |                 |  |
|  |            |                   | 4B         | Canada | 3  |                 |                   |                 |  |
|  | 4B         | Canada            | 4B         | Canada | 3  | 3               |                   |                 |  |
|  | 4B         | Canada            |            |        |    | 3               |                   |                 |  |
|  | 5A         | Costa Rica        | 1          |        |    | Finale 9º posto | Finale 9º posto   | Finale 9º posto |  |
|  | 5A         | Costa Rica        | 1          |        |    |                 |                   |                 |  |
|  |            |                   |            |        |    |                 |                   |                 |  |
|  |            |                   |            |        |    | 5B              | Trinidad e Tobago | 1               |  |
|  |            |                   |            |        |    | 5B              | Trinidad e Tobago | 1               |  |
|  |            |                   |            |        |    | 5A              | Costa Rica        | 3               |  |

##### Semifinali
| 8 agosto 2025 Auditorio Gutiérrez Romero, Colima Durata: 1h:02 - Spettatori: 150 | Cuba   | 3 - 0 | Trinidad e Tobago | 25-8, 25-14, 25-13         |
| 8 agosto 2025 Auditorio Gutiérrez Romero, Colima Durata: 1h:51 - Spettatori: 200 | Canada | 3 - 1 | Costa Rica        | 22-25, 26-24, 25-20, 25-17 |

##### Finale 9º posto
| 9 agosto 2025 Auditorio Gutiérrez Romero, Colima Durata: 1h:48 - Spettatori: 100 | Trinidad e Tobago | 1 - 3 | Costa Rica | 20-25, 25-23, 15-25, 21-25 |

##### Finale 7º posto
| 9 agosto 2025 Auditorio Gutiérrez Romero, Colima Durata: 2h:03 - Spettatori: 750 | Cuba | 3 - 1 | Canada | 21-25, 25-20, 25-22, 25-19 |

## Classifica finale
| Pos     | Squadra           | Rosa                                                                       |
| ------- | ----------------- | -------------------------------------------------------------------------- |
| Oro     | Rep. Dominicana   | Template:Repubblica Dominicana femminile pallavolo Coppa panamericana 2025 |
| Argento | Colombia          | Template:Colombia femminile pallavolo Coppa panamericana 2025              |
| Bronzo  | Porto Rico        | Template:Porto Rico femminile pallavolo Coppa panamericana 2025            |
| 4       | Messico           | Template:Messico femminile pallavolo Coppa panamericana 2025               |
| 5       | Venezuela         | Template:Venezuela femminile pallavolo Coppa panamericana 2025             |
| 6       | Perù              | Template:Perù femminile pallavolo Coppa panamericana 2025                  |
| 7       | Cuba              | Template:Cuba femminile pallavolo Coppa panamericana 2025                  |
| 8       | Canada            | Template:Canada femminile pallavolo Coppa panamericana 2025                |
| 9       | Costa Rica        | Template:Costa Rica femminile pallavolo Coppa panamericana 2025            |
| 10      | Trinidad e Tobago | Template:Trinidad e Tobago femminile pallavolo Coppa panamericana 2025     |

## Premi individuali
| Premio                 | Nome               | Squadra         |
| ---------------------- | ------------------ | --------------- |
| MVP                    | Gaila González     | Rep. Dominicana |
| Miglior realizzatrice  | Sofía Maldonado    | Messico         |
| Miglior servizio       | Sandra Ostos       | Perù            |
| Miglior difesa         | Esmeralda Sánchez  | Perù            |
| Miglior ricevitrice    | Esmeralda Sánchez  | Perù            |
| Miglior palleggiatrice | Argentina Ung      | Messico         |
| Miglior opposto        | Sofía Maldonado    | Messico         |
| Miglior schiacciatrice | Ana Karina Olaya   | Colombia        |
| Miglior schiacciatrice | Laura Grajales     | Colombia        |
| Miglior centrale       | Laura Suárez       | Cuba            |
| Miglior centrale       | Geraldine González | Rep. Dominicana |
| Miglior libero         | Esmeralda Sánchez  | Perù            |

## Statistiche
| Rendimento individuale | Rendimento individuale | Rendimento individuale | Rendimento individuale |
| Pos.                   | Nome                   | Punti                  | Squadra                |
| ---------------------- | ---------------------- | ---------------------- | ---------------------- |
| 1                      | Sofía Maldonado        | 129                    | Messico                |
| 2                      | Ana Karina Olaya       | 105                    | Colombia               |
| 3                      | Laura Grajales         | 90                     | Colombia               |
| 4                      | Dezirett Madán         | 88                     | Cuba                   |
| 5                      | Nelmaira Váldez        | 84                     | Venezuela              |

| Attacchi vincenti | Attacchi vincenti | Attacchi vincenti | Attacchi vincenti |
| Pos.              | Nome              | Punti             | Squadra           |
| ----------------- | ----------------- | ----------------- | ----------------- |
| 1                 | Sofía Maldonado   | 104               | Messico           |
| 2                 | Ana Karina Olaya  | 97                | Colombia          |
| 3                 | Laura Grajales    | 79                | Colombia          |
| 4                 | Dezirett Madán    | 75                | Cuba              |
| 5                 | Nelmaira Váldez   | 73                | Venezuela         |

| Muri vincenti | Muri vincenti      | Muri vincenti | Muri vincenti   |
| Pos.          | Nome               | Punti         | Squadra         |
| ------------- | ------------------ | ------------- | --------------- |
| 1             | Laura Suárez       | 22            | Cuba            |
| 2             | Sofía Maldonado    | 21            | Messico         |
| 3             | Jocelyn Urías      | 21            | Messico         |
| 4             | Geraldine González | 20            | Rep. Dominicana |
| 5             | Neira Ortiz        | 20            | Porto Rico      |

| Battute vincenti | Battute vincenti | Battute vincenti | Battute vincenti |
| Pos.             | Nome             | Punti            | Squadra          |
| ---------------- | ---------------- | ---------------- | ---------------- |
| 1                | Sandra Ostos     | 10               | Perù             |
| 2                | Laura Suárez     | 8                | Cuba             |
| 3                | Grecia Castro    | 8                | Messico          |
| 4                | Jasmine Rivest   | 7                | Canada           |
| 5                | Neira Ortiz      | 6                | Porto Rico       |
| 5                | Karla Santos     | 6                | Porto Rico       |
| 5                | Karina Flores    | 6                | Messico          |
| 5                | Dezirett Madán   | 6                | Cuba             |